# Ammocharis tinneana
Ammocharis tinneana är en amaryllisväxtart som först beskrevs av Karl Theodor Kotschy och Johann Joseph Peyritsch, och fick sitt nu gällande namn av Milne-redh. och Herold Georg Wilhelm Johannes Schweickerdt. Ammocharis tinneana ingår i släktet Ammocharis och familjen amaryllisväxter. Inga underarter finns listade i Catalogue of Life.

## Bildgalleri

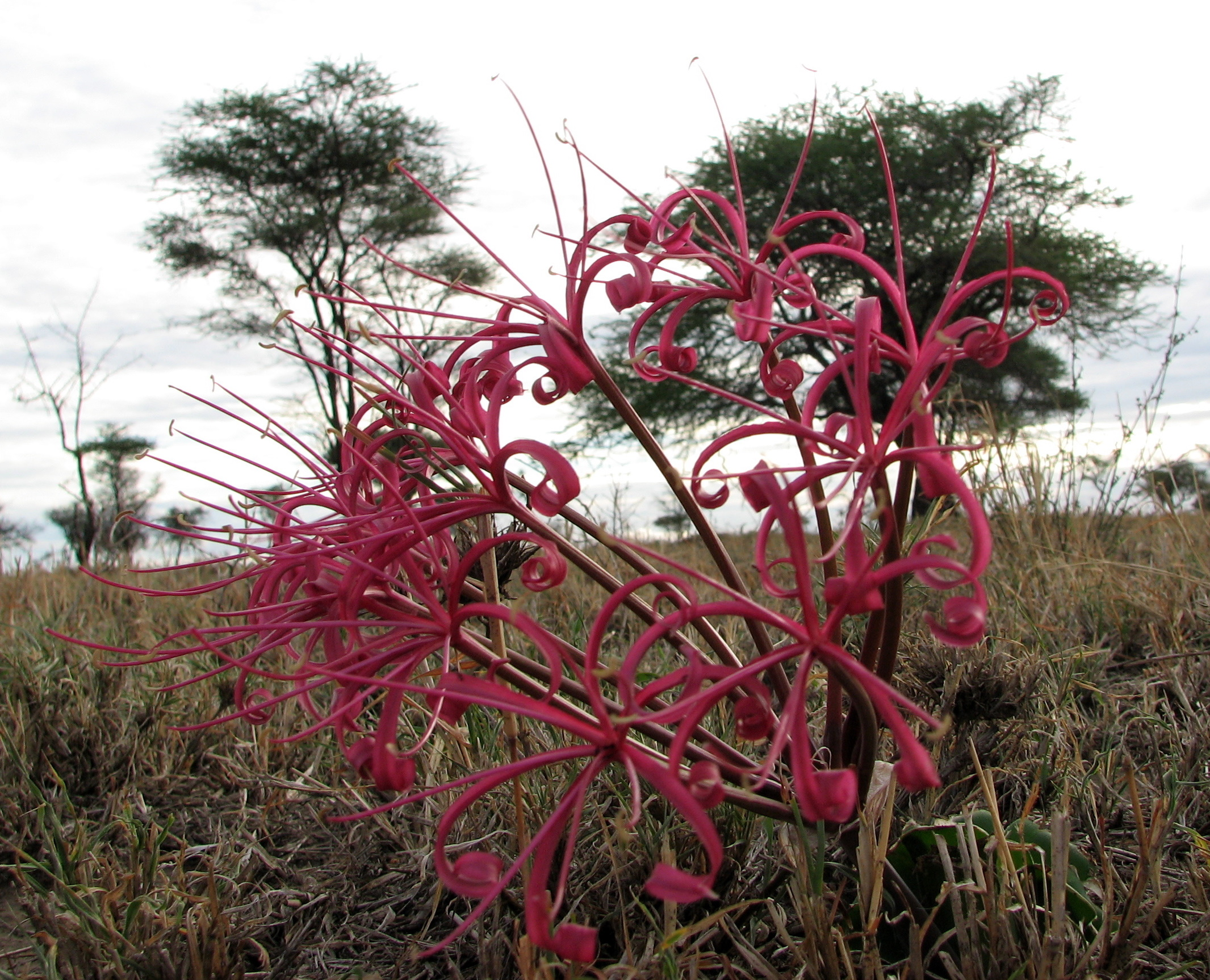